# Логинова (Тюменская область)
Логинова — деревня в Абатском районе Тюменской области России. Входит в состав Тушнолобовского сельского поселения.

## История
В «Списке населенных мест Российской империи» 1871 года издания (по сведениям 1868—1869 годов) населённый пункт упомянут как казённая деревня Логинова (Бедрихина) Ишимского округа Тобольской губернии, при речке Вавилон, расположенная в 48 верстах от окружного центра города Ишим. В деревне насчитывалось 47 дворов и проживало 378 человек (197 мужчин и 181 женщина).

В 1926 году в деревне имелось 114 хозяйств и проживало 610 человек (286 мужчин и 324 женщины). В административном отношении Логинова являлась центром сельсовета Абатского района Ишимского округа Уральской области.

## География
Деревня находится в юго-восточной части Тюменской области, в лесостепной зоне, в пределах Ишимской равнины, на левом берегу реки Вавилон, к юго-востоку от озера Песчаное, на расстоянии примерно 15 километров (по прямой) к юго-западу от села Абатское, административного центра района. Абсолютная высота — 73 метра над уровнем моря. К северу от деревни проходит федеральная автодорога Р402.

### Часовой пояс
Логинова, как и вся Тюменская область, находится в часовой зоне МСК+2. Смещение применяемого времени относительно UTC составляет +5:00.

## Население
| 1989 | 2002 | 2010 |
| ---- | ---- | ---- |
| 290  | ↘235 | ↘189 |

Гендерный состав
По данным Всероссийской переписи населения 2010 года в гендерной структуре населения мужчины составляли 52,4 %, женщины — соответственно 47,6 %.
Национальный состав
Согласно результатам переписи 2002 года, в национальной структуре населения русские составляли 94 %.

## Инфраструктура
В деревне функционирует фельдшерско-акушерский пункт.

## Улицы
Уличная сеть деревни состоит из трёх улиц.